# Linum thesioides
Linum thesioides är en linväxtart som beskrevs av Friedrich Gottlieb Bartling. Linum thesioides ingår i släktet linsläktet, och familjen linväxter. Inga underarter finns listade i Catalogue of Life.